# Giglovce
Giglovce jsou obec na Slovensku v okrese Vranov nad Topľou ležící v blízkosti vodní nádrže Veľká Domaša. Žije zde 146 obyvatel.

## Historie
První písemná zmínka o obci pochází z roku 1408, kde je uvedena jako Gyglouicz nebo Gyglouycz, další historické názvy jsou Gyglonych z roku 1410, Giglolcz z roku 1454, Gyglowcze z roku 1773 a Giglowce z roku 1786. V letech 1863–1913 nesly název Giglóc a od roku 1920 nesou název Giglovce, maďarsky Giglóc.
Do 18. století obec náležela panství Stropkov, od roku 1767 ji vlastnil rod Rollovců, v 19. století ji vlastnili Larischové a Sztárayové.
V roce 1715 zde byly dvě opuštěné a pět obydlených domácností. V roce 1787 v obci žilo ve 21 domech 223 obyvatel, v roce 1828 žilo v 25 domech 195 obyvatel, kteří pracovali v lesích a živili se zemědělstvím. V roce 1851 bylo v obci 168 římskokatolických obyvatel,30 řeckokatolických a sedm židů.
Do roku 1918 patřila obec, která ležela v Zemplínské župě, k Uherskému království a poté k Československu a následně Slovensku. Po druhé světové válce někteří obyvatelé dojížděli za prací do Hencovců a Košic.

## Geografie
Obec se nachází v jižní části Nízkých Beskyd v Ondavské vrchovině, v údolí potoka Ondalík v povodí Oľky a dále Ondavy, jihovýchodně od vodní nádrže Velká Domaša a je vzdálena 22 km od Vranova nad Topľou. Mírně členité území obce tvořené terciérním flyšem leží v nadmořské výšce 140–300 m n. m., střed obce je ve výšce 151 m. Ve východní části území je nesouvislý lesní porost tvořený buky a habry.
Sousedními obcemi jsou Holčíkovce na západě a severu, Girovce na severovýchodě, Jasenovce na východě a jihovýchodě, Žalobín na jihu a Malá Domaša na jihozápadě.

## Církev a kostel
Římskokatolická farnost Giglovce náleží pod farnost Holčíkovce děkanát Vranov nad Topľou arcidiecéze košické. 
Nachází se zde římskokatolický filiální kostel Povýšení svatého Kříže postavený v roce 1922. Kostel je jednolodní neoklasicistní stavba s půlkruhovým závěrem a představěnou hranolovou věží ve štítovém průčelí. V nárožních lizénách byly vyryté geometrické ornamenty. V kněžišti na hlavním oltáři je sousoší Ukřižování z konce 18. století.